# Quỳnh Xá
Quỳnh Xá là một xã cũ thuộc huyện Quỳnh Phụ, tỉnh Thái Bình, Việt Nam.

## Địa lý
Xã Quỳnh Xá nằm trên trục đường tỉnh 396B (Đường 217 cũ), cách thị trấn Quỳnh Côi khoảng 3 km, cách ngã ba Đợi 3,7 km, có vị trí địa lý:
- Phía đông giáp xã An Vinh
- Phía tây giáp xã Quỳnh Trang
- Phía nam giáp xã Đông Hải
- Phía bắc giáp xã Quỳnh Hội và xã Quỳnh Hưng.

Xã Quỳnh Xá có diện tích 3,66 km², dân số năm 2022 là 5.080 người, mật độ dân số đạt 1.387 người/km².
Sông Nam Hà hay là sông Đan Hội chảy qua xã bắt đầu từ Kim Hồng (Bình Minh) và hết địa phận Ô Cách (làng Lường nay là Dân Chủ). Đường cấp 3 đồng bằng Thái Bình – Hà Nam cắt qua xã Quỳnh Xá qua thôn Xuân La Đông và thôn Dũng Tiến.

## Hành chính
Xã Quỳnh Xá được chia thành 6 thôn: Bình Minh, Dũng Tiến, Đông Hồng, Ô Cách, Xuân La, Xuân La Đông.

## Lịch sử
Xã Quỳnh Xá được sáp nhập từ các làng Xuân La; Tế Mỹ của xã Quỳnh Hưng; Trại Cầu của xã Quỳnh Trang; Ô Cách (Làng Lường) của xã Quỳnh Hội và Dũng Tiến của xã An Vinh.
Ngày 28 tháng 9 năm 2024, Ủy ban Thường vụ Quốc hội ban hành Nghị quyết số 1201/NQ-UBTVQH15 về việc sắp xếp đơn vị hành chính cấp xã của tỉnh Thái Bình giai đoạn 2023 – 2025 (nghị quyết có hiệu lực từ ngày 1 tháng 11 năm 2024). Theo đó, thành lập xã Trang Bảo Xá trên cơ sở toàn bộ 3,66 km² diện tích tự nhiên và quy mô dân số là 5.080 người của xã Quỳnh Xá.

## Kinh tế
Nghề nghiệp chủ yếu là: Nông nghiệp, tiểu thủ công nghiệp (ngày xưa Quỳnh Xá có nghề dệt chiếu, dệt thảm) hiện nay những ngành nghề này đã mai một chỉ còn lại thêu và may gia công.